# Placówka Straży Celnej „Grab”

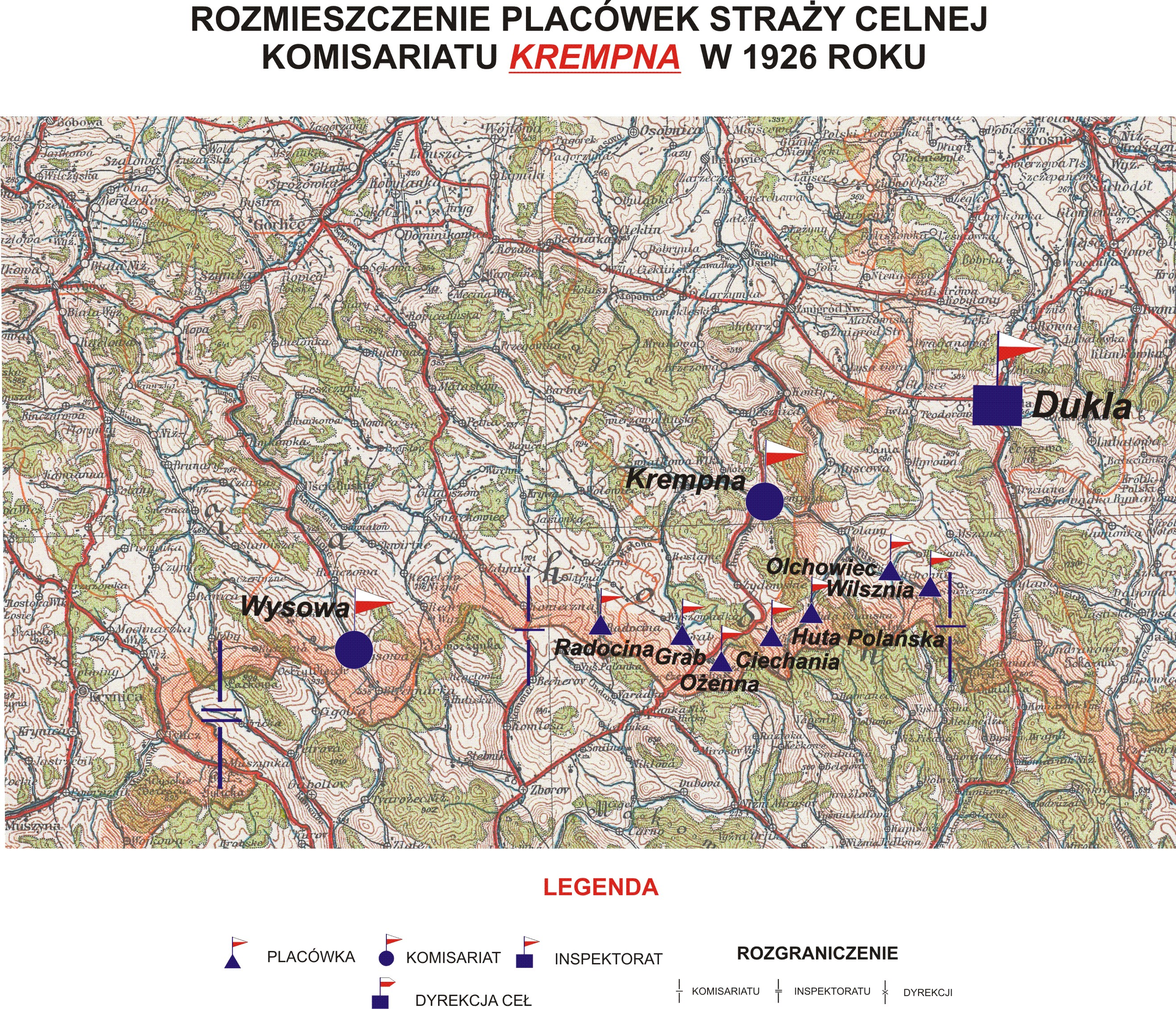
Rozmieszczenie placówek SC Komisariatu Krempna w 1926 r.

Placówka Straży Celnej „Grab” – jednostka organizacyjna Straży Celnej pełniąca w okresie międzywojennym służbę ochronną na granicy polsko-czechosłowackiej.

## Formowanie i zmiany organizacyjne
Na wniosek Ministerstwa Skarbu, uchwałą z 10 marca 1920 roku, powołano do życia Straż Celną. Jednostki Straży Celnej rozpoczęły przejmowanie odcinków granicy od pododdziałów Batalionów Celnych. W 1921 roku w Tyliczu stacjonował sztab 4 kompanii 8 batalionu celnego. Kompania wystawiała między innymi placówkę w Grabie. W 1922 roku w Tyliczu stacjonował sztab 4 kompanii 6 batalionu celnego. Kompania wystawiała między innymi placówkę w Grabie. Proces tworzenia Straży Celnej trwał do końca 1922 roku. Placówka Straży Celnej „Grab” weszła w podporządkowanie komisariatu Straży Celnej „Krempna” z Inspektoratu SC „Dukla”.
W drugiej połowie 1927 roku przystąpiono do gruntownej reorganizacji Straży Celnej. W praktyce skutkowało to rozwiązaniem tej formacji granicznej. Ochronę północnej, zachodniej i południowej granicy państwa przejęła powołana z dniem 2 kwietnia 1928 roku Straż Graniczna.
Rozkazem nr 5 z 16 maja 1928 roku w sprawie organizacji Małopolskiego Inspektoratu Okręgowego dowódca Straży Granicznej gen. bryg. Stefan Pasławski powołał komisariatu SG „Gładyszów”, a  8 września 1828 dowódca Straży Granicznej rozkazem nr 6  w sprawie organizacji Małopolskiego Inspektoratu Okręgowego podpisanym w zastępstwie przez mjr. Wacława Szpilczyńskiego powołał placówka Straży Granicznej I linii „Grab”.

## Funkcjonariusze placówki
Kierownicy placówki
| stopień  | imię i nazwisko, numer  | okres pełnienia służby | kolejne stanowisko |
| -------- | ----------------------- | ---------------------- | ------------------ |
| strażnik | Stanisław Muniak (1903) | był w 1926             |                    |

Obsada personalna placówki w 1926:
- strażnik Stanisław Muniak (1903)
- strażnik Michał Madej (1815)
- strażnik Franciszek Karnas (1996)
- strażnik Władysław Gracz (1825)
- strażnik Antoni Głąb (1973)